# Rothia tenuis
Rothia tenuis là một loài bướm đêm trong họ Noctuidae.